# Reconstructionnisme chrétien
Le reconstructionnisme chrétien est un mouvement théonomique fondamentaliste calviniste. Il s'est développé principalement sous la direction de Rousas Rushdoony, Greg Bahnsen et Gary North et a eu une influence importante sur la droite chrétienne. Son thème central est que la société devrait être reconstruite sous la seigneurie de Jésus dans tous les aspects de la vie. Conformément au mandat culturel biblique, les reconstructionnistes prônent la théonomie (en) et la restauration de certaines lois bibliques censées avoir continué à s'appliquer. Il s'agit notamment de la peine de mort non seulement pour meurtre, mais aussi pour idolâtrie, l'homosexualité ouverte, l'adultère, la sorcellerie et le blasphème.
La plupart des calvinistes rejettent le reconstructionnisme chrétien et s'en tiennent à la théologie classique de l'Alliance, qui est la vision calviniste traditionnelle de la relation entre l'Ancienne Alliance et le christianisme.
Le reconstructionnisme chrétien est étroitement lié à l'eschatologie post-millénaire et à l'apologétique présupposée de Cornelius Van Til.

## Doctrine

### Théonomie
Les reconstructionnistes chrétiens prônent un gouvernement théonomique et des principes économiques libertariens. Ils maintiennent une distinction des sphères d'autorité entre la famille, l'Église et l'État.
Par exemple, l'application des sanctions morales en vertu de la théonomie est assurée par le gouvernement de la famille et de l'Église, et les sanctions pour les crimes moraux échappent à l'autorité du gouvernement civil (qui se limite aux sanctions pénales). affaires, tribunaux et défense nationale). Cependant, certains pensent que ces distinctions deviennent floues, car l'application de la théonomie implique une augmentation de l'autorité du gouvernement civil. Malgré cela, les reconstructionnistes soutiennent que, en vertu de la théonomie, l'autorité de l'État est sévèrement limitée au point où seul le pouvoir judiciaire existe (par exemple, un citoyen ne craint pas qu'une force de police de l'État entre par effraction dans sa maison pour la nuit, puisque, sous la théonomie, il n’y a pas de pouvoir exécutif et donc pas de police d’État). Les reconstructionnistes affirment également que le gouvernement théocratique n’est pas une oligarchie ou une monarchie humaine communiquant avec Dieu, mais une reconnaissance nationale des lois existantes. D'éminents partisans du reconstructionnisme chrétien ont écrit que, selon eux, la loi de Dieu approuve la peine de mort non seulement pour le meurtre, mais aussi pour les propagateurs de toutes les formes d'idolâtrie, les homosexuels déclarés, ceux qui s'adonnent adultères, des praticiens de la sorcellerie, des blasphémateurs, et peut-être même des jeunes récalcitrants.
En revanche, le fondateur du reconstructionnisme chrétien, Rousas Rushdoony, a écrit dans The Institutes of Biblical Law (le document fondateur du reconstructionnisme) que la loi de l'Ancien Testament devrait s'appliquer à la société moderne et préconise le rétablissement des sanctions pénales de la loi mosaïque. Dans un tel système, la liste des crimes civils passibles de la peine de mort comprendrait le meurtre, l'homosexualité, l'adultère, l'inceste, le mensonge sur la virginité, la bestialité, la sorcellerie, l'idolâtrie ou l'apostasie, le blasphème public, les fausses prophéties, les enlèvements, le viol et le port de fausses prophéties dans une affaire capitale.

### Opinions sur le pluralisme
Rousas Rushdoony a écrit dans The Institutes of Biblical Law : « L'hérésie de la démocratie [depuis l'époque coloniale de la Nouvelle-Angleterre] a fait des ravages dans l'Église et l'État » et : « Le christianisme et la démocratie sont inévitablement des ennemis », et il a dit ailleurs que « le christianisme est complètement et radicalement antidémocratique ; il est attaché à l'aristocratie spirituelle », et a caractérisé la démocratie comme « le grand amour des échecs et des lâches de la vie ». Cependant, il a exprimé à plusieurs reprises son opposition à tout type de révolution violente et a préconisé la réforme progressive (souvent appelée « régénération » dans ses écrits) de la société de bas en haut, en commençant par l'individu et la famille et à partir de là en réformant progressivement d'autres sphères d'autorité, y compris l'Église et l'État.

## Source
- (en) Cet article est partiellement ou en totalité issu de l’article de Wikipédia en anglais intitulé « Christian reconstructionism » (voir la liste des auteurs).

### Article lié
- Théonomie (en)